# Salomonöarnas riksvapen
Salomonöarnas riksvapen infödes 1979. Symbolerna står för olika områden: fregattfåglarna för den östra delen, örnen för Malaita, de två sköldpaddorna för den västra delen och skölden för det centrala området. Överst ses en traditionell båt och en solsymbol. De två sköldhållarna är en krokodil och en haj.